# Augusto César Vatteone
Augusto César Vatteone (Buenos Aires, 24 de octubre de 1904 - Buenos Aires, 7 de diciembre de 1979) fue un director de cine y guionista argentino, que dirigió 8 películas durante el período clásico del cine argentino. Obtuvo el Cóndor de Plata a la mejor película por Juvenilia en 1944. Fue uno de los fundadores de la entidad Directores Argentinos Cinematográficos en 1958.

## Filmografía
Director
- La muerte flota en el río (1956)
- El cura Lorenzo (1954)
- Cinco locos en la pista (1950)
- Cinco grandes y una chica (1950)
- Al marido hay que seguirlo (1948)
- Juvenilia (1943)
- Ha entrado un ladrón (1940)
- Giácomo (1939)
- Pibelandia (1935)

Guionista
- La muerte flota en el río (1956)
- Mamá Gloria (1941)
- Ha entrado un ladrón (1940)
- Giácomo (1939)
- El último encuentro (1938)

Autor
- La muerte flota en el río (1956)

Argumento
- El cura Lorenzo (1954)

Adaptación
- Cinco locos en la pista (1950